# Etah (Indien)

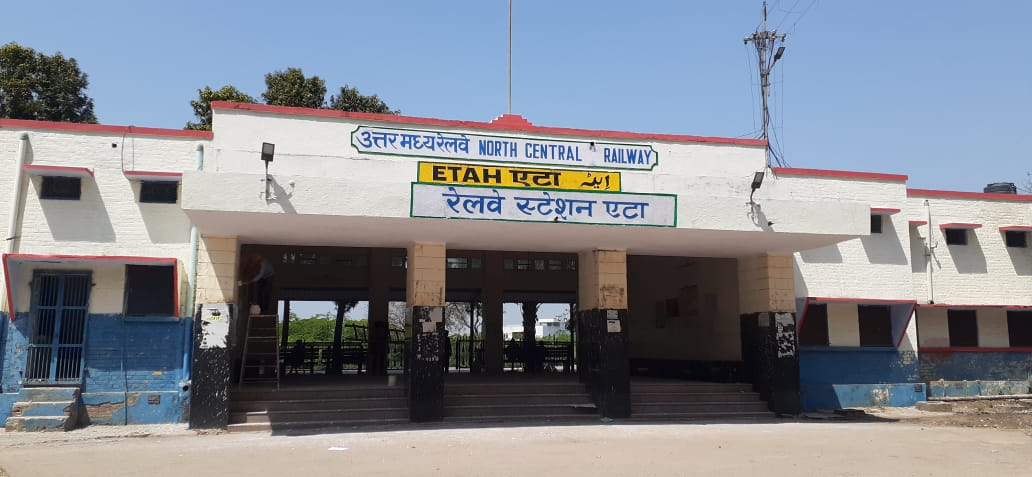
Bahnhof Etah (2020)

Etah ist eine Stadt im nordindischen Bundesstaat Uttar Pradesh.
Etah liegt in der nordindischen Ebene zwischen den Flussläufen der Yamuna und des Ganges. Die Stadt liegt 75 km nordöstlich von Agra. Etah ist Verwaltungszentrum des gleichnamigen Distrikts.
Durch Etah verläuft die nationale Fernstraßen NH 91, die Aligarh (65 km nordwestlich) mit Kannauj (135 km südöstlich) verbindet. Die Stadt ist an das Eisenbahnnetz angeschlossen.
Etah hat als Stadt den Status eines Nagar Palika Parishad. Sie ist in 25 Wards gegliedert. Beim Zensus 2011 hatte Etah 118.517 Einwohner.